# Chiesina Uzzanese
Chiesina Uzzanese est une commune italienne de la province de Pistoia dans la région Toscane en Italie.

## Géographie

Localisation de la commune de Chiesina Uzzanese à l'intérieur de la province de Pistoia

## Administration
| Période                                  | Période   | Identité          | Étiquette            | Qualité |
| ---------------------------------------- | --------- | ----------------- | -------------------- | ------- |
| 14 juin 2004                             | juin 2009 | Giovanni Giannini | Partito Democratico  |         |
| juin 2009                                | En cours  | Marco Borgioli    | Popolo della Libertà |         |
| Les données manquantes sont à compléter. |           |                   |                      |         |

### [2]Hameaux
Capanna, Chiesanuova, Molin Nuovo

### Communes limitrophes
Altopascio, Buggiano, Fucecchio, Montecarlo, Pescia, Ponte Buggianese, Uzzano

## Jumelages
- Saint-Memmie (France)

## Monuments et lieux d'intérêt
- L'église de Santa Maria della Neve a été construite en 1848.
- Xenodochio, vers 1300, sur la place principale du village.
- Les vestiges du moulin du hameau de Molinuovo.
- Oratoire du Très Saint Rosaire, dans le hameau de Molinuovo.
- Église de Santa Maria di Loreto, dans le hameau de Chiesanuova.
- Peinture murale réalisée par l'artiste Filippo Biagioli et les jeunes de "La Bottega"[3].